# Idiothamnus
Idiothamnus é um género botânico pertencente à família Asteraceae.